# Barchain
Barchain település Franciaországban, Moselle megyében. Lakosainak száma 101 fő (2022. január 1.). Barchain Bébing, Diane-Capelle, Gondrexange, Héming, Hertzing és Kerprich-aux-Bois községekkel határos.

## Népesség
A település népességének változása:
| Lakosok száma | 95   | 109  | 101  | 108  | 109  | 109  | 110  | 112  | 111  | 101  |
|               | 1968 | 1982 | 1990 | 2006 | 2013 | 2015 | 2017 | 2019 | 2020 | 2022 |